# Brevet de technicien supérieur agricole - Analyses agricoles biologiques et biotechnologiques
 (décembre 2020).
Si vous disposez d'ouvrages ou d'articles de référence ou si vous connaissez des sites web de qualité traitant du thème abordé ici, merci de compléter l'article en donnant les références utiles à sa vérifiabilité et en les liant à la section « Notes et références ».
Le brevet de technicien supérieur agricole en analyses agricoles biologiques et biotechnologiques (ANABIOTEC ou AABB) est un diplôme post-baccalauréat qui se prépare en deux ans dans un établissement agricole. Comme tous les BTSA, il dépend du ministère de l’Agriculture.

## Débouchés
À l’issue des deux années, la formation dispensée est celle d’un cadre moyen des industries agricoles, alimentaires et biotechnologiques. 
Les débouchés sont très divers, mais peuvent être résumés ainsi :
- les laboratoires de recherche, privés et publics ;
- les laboratoires d'analyses, humaines, alimentaires, vétérinaires.
- les hôpitaux et cliniques

## Poursuites d’études
Bien que les BTSA soient des diplômes à vocation professionnelle, un large choix de poursuite d’études s’offre aux étudiants du BTSA ANABIOTEC.

### Licences
Il est possible d’obtenir une équivalence à bac +2 et de poursuivre ses études en université, en 3e année de licence à dominante biologie, pour poursuivre ses études dans le système universitaire (licence, master, doctorat).

### Licences professionnelles
La multiplication des licences professionnelles ouvre de nombreuses possibilités de spécialisation en un an après le BTSA, dans des domaines très variés.

### BTSA
Le technicien supérieur agricole ayant déjà un BTSA Analyses agricoles biologiques et biotechnologiques peut préparer un second BTSA en un an.
Selon le secteur professionnel, un tel profil peut être très recherché.

### CPGE
La classe préparatoire aux grandes écoles post-BTS/BTSA/DUT propose une année de cours intensifs aux étudiants souhaitant passer le Concours Commun C.
Ce concours permet d’intégrer :
- Les écoles « Agro », formant des ingénieurs agronomes (bac +5).
  - Les ENITA (Écoles nationales d'ingénieurs des travaux agricoles)
  - Les ENSA (Écoles nationales supérieures agronomiques)
- Les Écoles Nationales Vétérinaires (ENV), formant les vétérinaires (diplôme d'État Bac +6).

Cette classe préparatoire dépend, tout comme les BTSA, du ministère de l’Agriculture.
À noter que le BTSA Analyses agricoles biologiques et biotechnologiques est ouvertement considéré comme le BTSA qui constitue la « voie royale » pour accéder à la CGPE post-BTS/BTSA/DUT et réussir le concours commun C.

## L’enseignement

### L’enseignement général
L’enseignement général est le même pour tous les BTSA.

### L’enseignement scientifique et technique
L'enseignement scientifique et technique constitue la spécificité du BTSA Anabiotec, par rapport aux autres BTSA. Il permet au futur technicien de connaitre les bases scientifiques, et d'acquérir un savoir-faire spécifique vis-à-vis des techniques professionnelles qu'il peut être amené à effectuer au sein d'un laboratoire - d'analyse ou de recherche.
Cet enseignement est constitué de huit modules qui relèvent des domaines tels que la biologie, la microbiologie, la physique, la chimie et la biochimie.
Ces modules sont ainsi nommés :
- Gestion et organisation du laboratoire
- Physique appliquée aux méthodes d'analyse et instrumentation
- Microbiologie générale et appliquée
- Chimie et biochimie générales et appliquées
- Connaissances et utilisation des systèmes vivants
- Techniques d'analyses biologiques appliquées aux diagnostics de laboratoire
- Analyse et exploration statistique
- Initiation aux méthodologies de la recherche

À noter qu'il existe deux modules dont l'intitulé est commun à l'ensemble des BTSA, mais dont le contenu sera choisi selon le BTSA :
- activités pluridisciplinaires ;
- module d'initiative locale (MIL)

NB : le contenu des MIL est choisi selon les établissements, de par leur situation géographique et leur partenariats éventuels

## Liste des Sections de Techniciens Supérieur ANABIOTEC
D'après le site Educagri la liste des établissements qui dispensent cette formation est la suivante :
- LEGTA Saint-Lô Thère
- LEGTA Amiens le Paraclet
- LEGTA Bordeaux Blanquefort
- LEGTA Fontenay le Comte
- LEGTA La Roche sur Foron
- LEGTA Le gros chêne à Pontivy
- BTS Anabiotec à l'ENIL de Besançon-Mamirolle
- LEGTA Melle
- EPLEA Quetigny-Plombières-lès Dijon
- LEGTA Rodez la Roque
- LEGTA Saint Genis Laval
- LEGTA Toulouse
- Site d'Auxerre du LEGTA d'Auxerre Champignelles
- Site de Douai du LEGTA du Nord
- Site de Vendôme du LEGTA de Vendôme Blois Montoire

Notez que des listes légèrement différentes sont établies sur les sites PORTEA (portail du ministère de l'Agriculture) ainsi que sur le site de l'ONISEP,.

## Admission
Les élèves possédant un baccalauréat général scientifique (S), technologique (STL, STAV (anciennement STAP ou STAE)) ou un diplôme équivalent (certains BTA) peuvent être admis.

L’admission se fait sur dossier, qui comprend le dossier scolaire (notes et appréciations de première et terminale) avec parfois un entretien de motivation noté.

## Inscription
Elle se fait comme la plupart des autres formations sur le site Parcoursup.